# Uramya sibinivora
Uramya sibinivora är en tvåvingeart som beskrevs av Guimaraes 1980. Uramya sibinivora ingår i släktet Uramya och familjen parasitflugor.
Artens utbredningsområde är Paraguay. Inga underarter finns listade i Catalogue of Life.